# Elgeta
Elgeta is een gemeente in de Spaanse provincie Gipuzkoa in de regio Baskenland met een oppervlakte van 17 km². Elgeta telt 1.113 inwoners (1 januari 2016).